# Graad (temperatuur)
De graad wordt in meerdere temperatuurschalen gebruikt. Vaak wordt het symbool ° gebruikt, gevolgd door de eerste letter van de naam van temperatuurschaal (bijvoorbeeld 20 °C betekent 20 graden Celsius). Tussen het getal en het gradenteken hoort volgens adviesboeken en norminstituten een spatie te staan (5 °C). In de praktijk van onder meer KNMI en KMI is de schrijfwijze zonder spatie (5°C) gangbaar. Volgens de gezaghebbende Schrijfwijzer van Jan Renkema (uitgeverij Boom, vijfde editie 2012) hoort het echter als volgt: de spatie vervalt bij de symbolen voor graad, procent en promille: 30°, 30 °C, 30° OL, 3%, 3,5‰. Beide schrijfwijzen zijn dus verdedigbaar.
Het woord graad komt van het Latijnse gradus, dat 'trede' betekent. (Ter vergelijking: het Latijnse scala betekent 'ladder' of 'trap'). In zijn algemeenheid wordt de term 'graad' gebruikt bij meetschalen die geen absoluut nulpunt hebben. Zo is 0 °C vrij willekeurig gekozen. In plaats van het vriespunt van water had men ook iets anders kunnen kiezen. Daardoor is er ook geen enkele reden waarom 10 °C tweemaal zoveel zou zijn als 5 °C.
Ook de kelvin K werd vroeger door een ° voorafgegaan, sinds 1967/1968 op de 13de conferentie van de CGPM (Conférence Générale des Poids et Mesures of Algemene conferentie voor gewichten en maten) werd besloten om het op de volgende manier te noteren: 0 K = −273,15 °C. De reden hiervoor is dat de kelvinschaal wél een echt nulpunt heeft. De temperatuur in kelvin is recht evenredig met de gemiddelde kinetische energie van de moleculen, en die kan niet negatief worden. Hier is dus sprake van een absoluut nulpunt.
Bekende temperatuurschalen:
- graden Celsius (°C)
- graden Fahrenheit (°F)

Overige temperatuurschalen waarbij "graden" worden gebruikt:
- graden Delisle (°De)
- graden Newton (°N)
- graden Rankine (°R, ook wel °Ra)
- graden Réaumur (°R)
- graden Rømer(°Rø)

## Gradenteken
De ° is in Unicode gecodeerd als U+00B0 (°), de HTML-code is &deg;, de ASCII-code is 176, en de Alt-toetsencode is Alt+0176 of Alt+248.

## Gerelateerde tekens
- º ordinaalteken (superscript o), U+00BA
- ˚ corona (diakritisch teken), U+030A
- * asterisk (eveneens voor het aanduiden van een geboortejaar)